# Монтуриоль, Нарсис
Нарсис Монтуриоль-и-Эстарриоль (кат. Narcís Monturiol i Estarriol; 28 сентября 1819, Фигерас — 6 сентября 1885, Сан-Марти-да-Прубансалс, сейчас район Барселоны) — каталонский испанский инженер, изобретатель, художник и интеллектуал.

## Научная деятельность

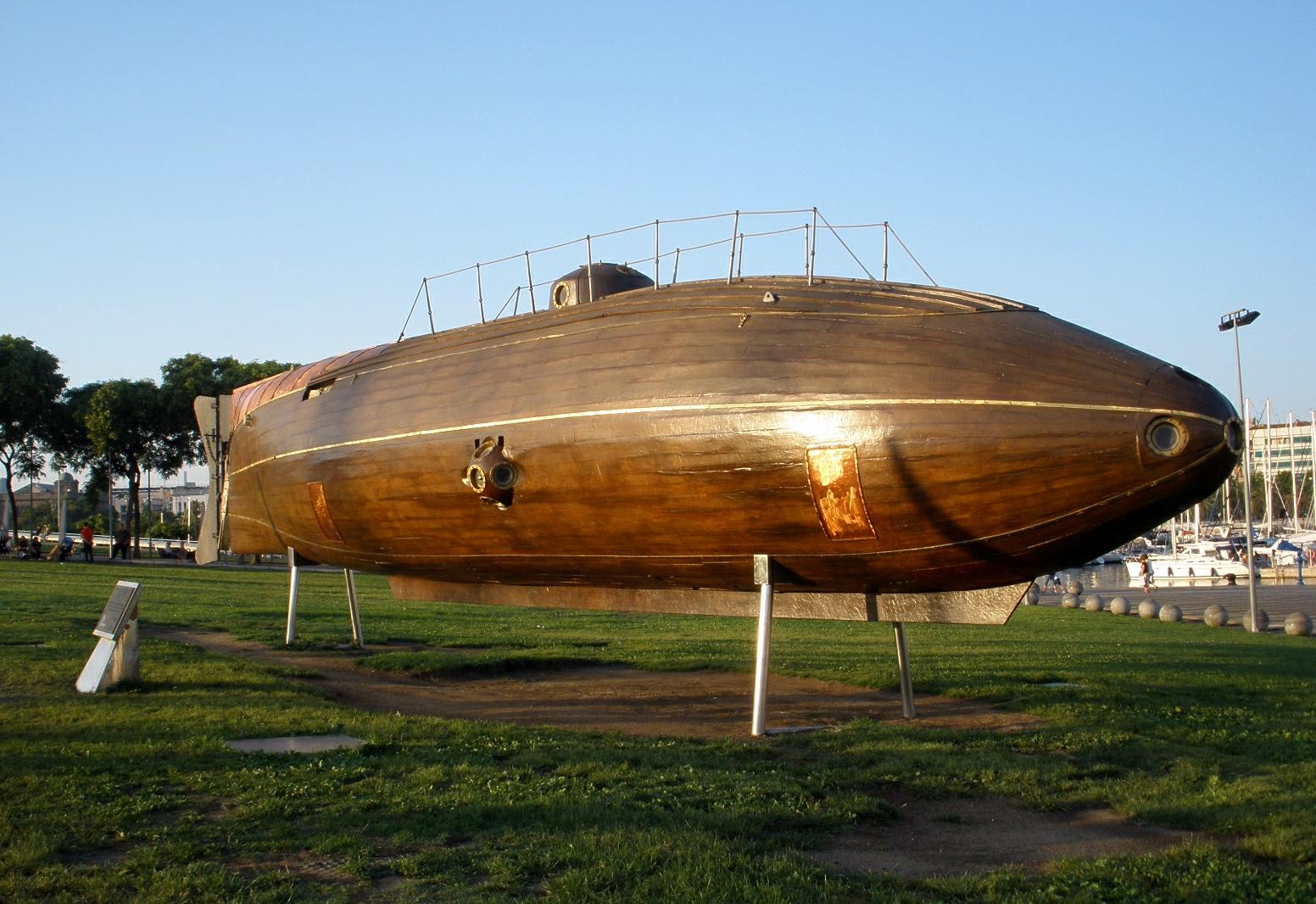
Макет «Ictíneo II» в Барселоне

Нарсис Монтуриоль был конструктором первых подводных лодок с двигателем внутреннего сгорания. Подводные лодки изобретателя «Ictíneo I» и «Ictíneo II» были первыми полнофункциональными субмаринами, которые не испытали аварий во время плавания.
Идея построить свою первую подводную лодку пришла к Нарсису Монтуриолю в 1857 году, когда он, наблюдая за работой сборщиков кораллов, стал свидетелем гибели одного из рабочих. Вернувшись после этого случая в Барселону, Нарсис Монтуриоль основал компанию «Monturiol, Font, Altadill y Cia», которая взяла на себя расходы по строительству подводной лодки.
Лодка «Ictíneo I» была испытана в порту Барселоны в сентябре 1859 года, а лодка «Ictíneo II» — 20 мая 1865 года. Глубина, на которую погружались лодки, составила 20 и 30 метров соответственно.
Нарсис Монтуриоль также изобрел метод копирования писем, метод непрерывной печати, скоростную пушку, особый метод сохранения мяса, механизм для изготовления сигарет и другое.